# Balcarce
Balcarce (historiquement San José de Balcarce) est une ville argentine, chef-lieu du partido du même nom, au sud-est de la province de Buenos Aires. Au dernier recensement (2010), elle comptait 44 064 habitants.
Balcarce, bien que située dans la pampa humide, est entourée de « sierras », des reliefs d'une centaine de mètres de haut, faisant partie du système de Tandil qui s'étend de Mar del Plata à Tandil. Il s'agit d'une ville rurale, vivant en bonne partie de l'agriculture, fournissant en intrants et stockant la production des exploitations environnantes. Balcarce est au cœur de la principale zone de production de pommes de terre d'Argentine et compte également des industries de transformation de la pomme de terre (en particulier avec une importante usine McCain). Dans les années 2000, le partido de Balcarce s'est retrouvé inclus dans le front d'avancée du soja transgénique, qui est devenu la principale production agricole locale.
Balcarce est la ville natale de Juan Manuel Fangio et en a fait un lieu touristique : musée de l'automobilisme à son nom, circuit d'automobilisme de compétition, etc. La ville est également connue en Argentine pour deux spécialités culinaires, le « postre de Balcarce », à base de meringue, de crème et de confiture de lait, et les « alfajores de Balcarce ».
À 15 km du centre de la ville, se trouve le campus de la faculté de sciences agraires de Mar del Plata couplée à un centre de recherche et station expérimentale de l'INTA.